# Luisella Albanella
Luisella Albanella (Cagliari, 1er mars 1954) est une femme politique italienne.

## Biographie
Elle est députée de la circonscription Sicile 2 durant la XVIIe législature de la République italienne pour le Parti démocrate.